# Ann Oakley
Ann Oakley, geborene Ann Titmuss, (* 1944) ist eine britische Soziologin, Autorin und Feministin.

## Leben
Nach dem Schulbesuch studierte die einzige Tochter des Sozialwissenschaftlers und Ökonomen Richard Titmuss am Chiswick Polytechnic sowie am Somerville College der University of Oxford. Zu Beginn der 1970er Jahre begann sie ihre schriftstellerische Laufbahn und verfasste zahlreiche Werke, die sich oftmals mit der Rolle der Geschlechter befassten wie Sex, Gender and Society (1972) und The Sociology of Housework (1974). Zusammen mit Juliet Mitchell verfasste sie zunächst The Rights and Wrongs of Woman (1976) sowie What is Feminism (1986).
Ihr bekanntestes Buch The Men’s Room (1988) wurde von der British Broadcasting Corporation (BBC) als Fernsehserie verfilmt. 1991 nahm sie den Ruf auf eine Professur für Soziologie und Sozialpolitik am Institut für Pädagogik der Universität London an und lehrt dort seither. 1994 erschien ihr Buch Essays on Women, Medicine and Health.

## Veröffentlichungen
- Sex, gender and society. 1972
- Housewife. 1974
- The sociology of housework. 1974
- Becoming a mother. 1979
- Women confined. 1980
- From here to maternity. 1981
- Subject women. 1981
- The captured womb. 1984
- Taking it like a woman. 1984
- Miscarriage. 1984
- Telling the truth about Jerusalem. 1986
- The men's room. 1988
- Matilda's Mistake. 1990
- Helpers in childbirth. 1990
- Social Support and Motherhood. 1992
- Scenes Originating In The Garden Of Eden. 1993
- Essays on women, medicine and health. 1993
- The secret lives of Eleanor Jenkinson. 1993
- Man and wife. 1996
- A proper holiday. 1996
- Man & Wife – Richard And Kay Titmuss. 1997
- Public policy experimentation. 1999
- The Men's Room, 2000
- Experiments in Knowing. 2000
- Evidence. 2001
- Gender on Planet Earth. 2002
- The Ann Oakley Reader. 2005
- Fracture. 2007

in deutscher Sprache
- Soziologie der Hausarbeit. Verlag Roter Stern, Frankfurt am Main 1978, ISBN 3-87877-121-5. (Originaltitel The Sociology of Homework.)
- Eine Frau wie ich. Biographie einer Frauengeneration. Beltz, Weinheim 1986, ISBN 3-407-85069-4. (Originaltitel Taking It Like A Woman)
- Matildas Fehler. Rowohlt, Reinbek bei Hamburg 1992, ISBN 3-499-13160-9. (Originaltitel Matilda’s Mistake)